# Methyltetradeca-2,4,5-trienoat
Methyltetradeca-2,4,5-trienoat ist ein allenischer Fettsäureester, der natürlich als Pheromon vorkommt.

## Vorkommen

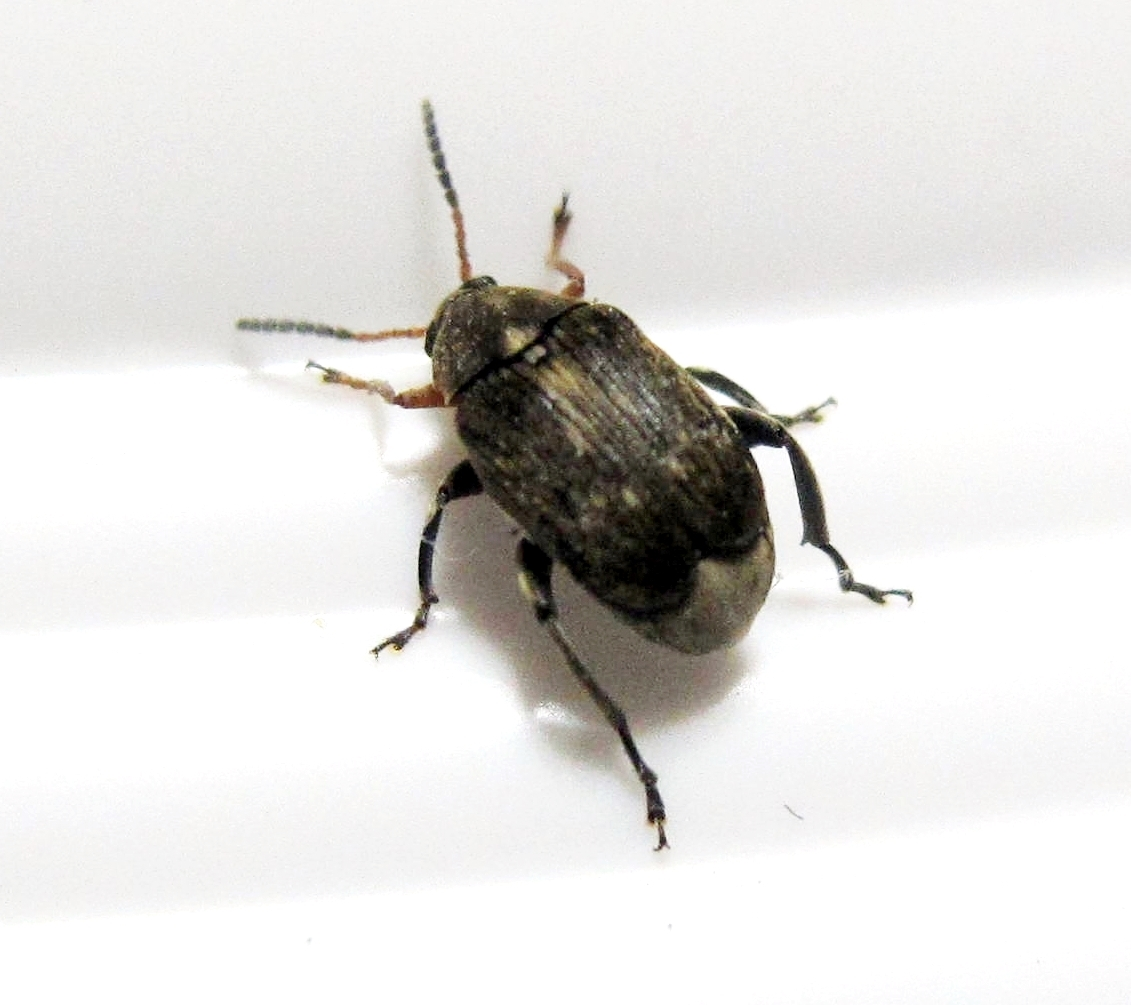
Methyltetradeca-2,4,5-trienoat ist Bestandteil des Pheromons männlicher Speisebohnenkäfer

(R, E)-Methyltetradeca-2,4,5-trienoat kommt natürlich im Sexualpheromon männlicher (nicht aber weiblicher) Speisebohnenkäfer (Acanthoscelidus obtectus) vor. Die Menge, die jedes Individuum produziert, beträgt etwa 10–20 μg bzw. 0,5 % des Körpergewichts. Das Pheromon, das Weibchen anzieht, besteht aus dieser und fünf weiteren Verbindungen. Neben seiner Wirkung als Bestandteil des Pheromons, dient Methyltetradeca-2,4,5-trienoat auch zum Erkennen geeigneter Partner, die durch eine Abwesenheit der Verbindung gekennzeichnet sind. Einerseits können Männchen daran andere Männchen erkennen, andererseits übertragen Männchen auch bei der Paarung die Verbindung auf das Weibchen, sodass Männchen auch schon begattete von noch jungfräulichen Weibchen unterscheiden können.

## Gewinnung und Darstellung
Der Naturstoff kann mit n-Hexan aus den Speisebohnenkäfern extrahiert werden.
Eine Synthese der Verbindung ist ausgehend 3-Cyanopropanal möglich. Dieses wird mit Ethinylmagnesiumbromid umgesetzt. Der entstehende racemische Alkohol wird mit enantiomerenreinem (R)-1-Naphthylethylisothiocyanat zu einem Carbamat umgesetzt. Durch Umsetzung mit Salzsäure und Methanol wird das Nitril in einen Methylester umgewandelt. Die zwei Diastereomere der Verbindung können durch Säulenchromatographie getrennt werden. Durch Reaktion mit einem Kupferorganyl (Lithiumdioctylcuprat) wird eine Octylgruppe eingeführt und bildet sich das chirale Allen mit hohem Enantiomerenüberschuss. Dabei wird auch die Carbamatgruppe abgespalten. Im letzten Schritt wird die trans-Doppelbindung durch Umsetzung mit Lithiumdiisopropylamid, Diphenyldiselenid und Natriumperiodat eingeführt.
Eine andere Synthese baut das chirale Allen durch eine stereoselektive Claisen-Umlagerung (Johnson-Variante) auf. Eine dritte Synthese funktioniert ebenfalls durch eine Claisen-Umlagerung nach einer enzymatischen, asymmetrischen Acetylierung. Weitere Synthesen der Verbindung wurden publiziert.

## Eigenschaften
Reines Methyltetradeca-2,4,5-trienoat ist instabil und polymerisiert leicht. Die Halbwertszeit der Verbindung beträgt etwa 10 Stunden bei Raumtemperatur und 20 Tage bei −13 °C. Verdünnte Lösungen (z. B. in n-Hexan) sind jedoch selbst bei Raumtemperatur monatelang stabil. Die Verbindung ist chiral, die optische Aktivität kommt allein durch das Substitutionsmuster an der Allen-Substruktur zustande.